# Cantone di Pleyben
Il Cantone di Pleyben era una divisione amministrativa dell'arrondissement di Châteaulin.
A seguito della riforma approvata con decreto del 13 febbraio 2014, che ha avuto attuazione dopo le elezioni dipartimentali del 2015, è stato soppresso.

## Composizione
Comprendeva i comuni di:
- Brasparts
- Brennilis
- Le Cloître-Pleyben
- Gouézec
- Lannédern
- Lennon
- Loqueffret
- Lothey
- Pleyben
- Saint-Rivoal